# ビル・ダナ
ビル・ダナ（William Harvey "Bill" Dana、1930年11月3日-2014年5月6日）は、アメリカ航空宇宙局のテストパイロット、宇宙飛行士である。

## キャリア
ダナは、1930年11月3日にカリフォルニア州パサデナで生まれた。1952年に陸軍士官学校で学位を取り、その後4年間、アメリカ空軍でパイロットを務めた。1958年に南カリフォルニア大学で航空宇宙工学の修士号を取ると、アメリカ航空宇宙局に入った。

### NASA
ダナは、1993年から引退する1998年まで、カリフォルニア州のエドワーズ空軍基地内にあるドライデン飛行研究センターのチーフエンジニアを務めた。また、F-100やF-16等の改造飛行機のテストも行った。また、ダナはチーフエンジニアになる前、1986年からチーフパイロットを務めていた。リサーチパイロットとして、ダナはドライデンで行われたいくつかの重要な航空プログラムにも参加した。この功績により、彼は1997年にNASAからNASA殊勲賞を受賞した。2000年には、ドライデン飛行研究センターよりミルトン・トンプソン生涯功績賞を授与された。
1960年から1962年には、ダナはアメリカ空軍で構想された宇宙偵察機X-20のパイロット宇宙飛行士を務めた。また、ロケットエンジンの高高度極超音速実験機X-15で16度の飛行を経験し、毎時3,897マイルの速度を記録した。最高高度の記録は、59マイル近くに達し、カーマン・ラインを超えていたが、2005年まで、彼は公式には宇宙飛行士として認められていなかった。10年に及ぶ計画の最後の飛行（第199回目）のパイロットもダナであった。
1960年代末から1970年代にかけて、ダナは有人リフティングボディ計画のプロジェットパイロットを務めた。この計画では、いくつかのバージョンの翼のない飛行体の試験が行われ、スペースシャトルの開発につながるデータが得られた。ダナはリフティングボディ計画において、M2-F1で1度、HL-10で9度、M2-F3で19度、X-24Bで2度の合計31回の飛行を行った。

### 私生活
ダナは1962年にジュディ・ダナと結婚し、シドニー、マット、ジャネット、レスリーの4人の子供と7人の孫がいる。現在は、アリゾナ州フェニックスに居住している。

## 名誉
リフティングボディ計画への貢献に対し、ダナはNASA功労勲章を受章した。1976年には、M2-F3のコントロールシステムの研究に対し、米国航空宇宙学会からハレー賞を受賞した。また、テストパイロット協会の会員として、ダナは何本かの論文を執筆し、1993年には宇宙飛行士の殿堂に選ばれている。
2005年8月23日、NASAはダナに対して公式に宇宙飛行士バッジを与えた。
2014年5月6日に死去。